# Praia do Barro Vermelho

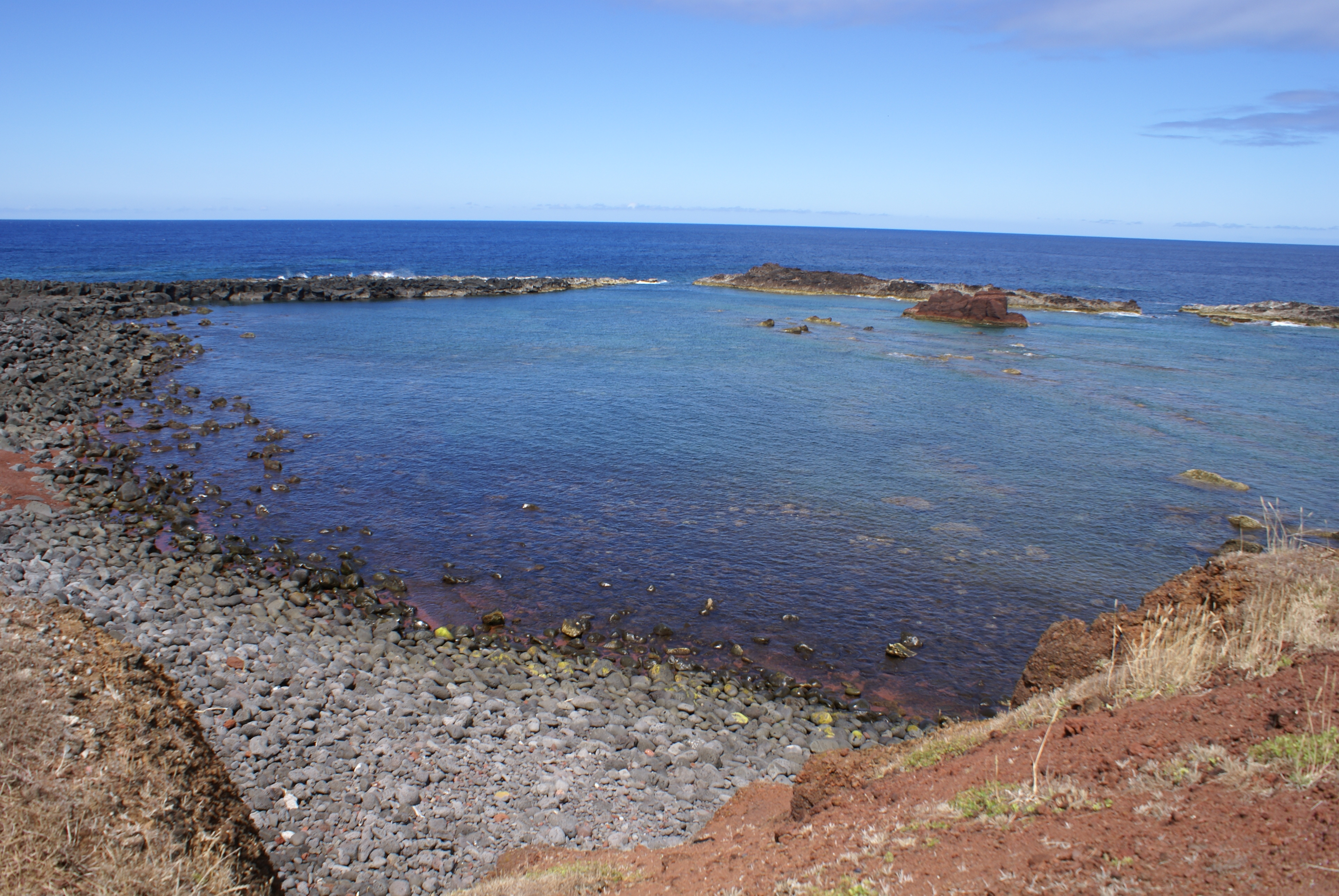
Barro Vermelho, Baía, Parque Natural da Graciosa.

A Praia do Barro Vermelho incluída na Zona Balnear do Barro Vermelho, é uma praia portuguesa localizada no município de Santa Cruz da Graciosa, ilha Graciosa, Açores.
Esta praia constituída por pequenos calhaus rolados, na sua maioria basálticos e com origem vulcânica sobranceira a uma enseada rochosa constitui-se numa importante zona de lazer, durante o Verão. Anexo a este local encontra-se um parque de merendas que complementa à praia. Esta zona insere-se no Parque Natural da Graciosa.
No rochedo vulcânico formaram-se piscinas naturais de águas límpidas e com óptimas condições para a prática de mergulho. 